# 皆神山
皆神山（みなかみやま）は、長野県長野市松代、標高659メートルの火山である。麓の平地からの比高は280メートルほど。水上山と記す文献もある。

## 地理
30万年前から35万年前あたりに活動した安山岩の溶岩ドームである。安山岩は粘性の高いマグマであったため、火山灰の噴出や溶岩流の流下は起こらなかった。
1965年から1971年にかけての松代群発地震が皆神山の直下で起り、この地震活動に伴い約1m隆起している。この地震は地下水脈の影響による岩盤の破壊と見られる。松代群発地震に伴い1967年に付近の重力分布調査が行われ、皆神山付近には低重力域があり地下には、短径800m、長径1500m、深度200ないし400mの楕円形陥没構造の存在が推定される。ボーリング調査により、皆神山溶岩は150m程度の厚さがあることが確認されており、その下に湖水堆積物が見つかっている。また、山頂部には河床礫が見られる。
近代以前には修験道の一大拠点であり、皆神修験の本拠地になっていた。中腹には岩戸神社、山頂には熊野出速雄神社を本社とする皆神神社がある。また麓には藤沢萩神社が鎮座する。
第二次世界大戦末期には日本の戦況が悪くなり松代が大本営・政府・皇室を含む首都移転の予定地となり、皆神山と周辺の山には多数の地下壕が掘られた。
周囲の山並みと異なる溶岩ドームの山容から、人工物と思い込む者が現われ、「太古に作られた世界最大のピラミッド」という説が起こる。毎年5月5日には、地元自治会により『ピラミッド祭り』が開催される。
また全国的にも珍しい標高の低い土地でのクロサンショウウオの産卵池がある。

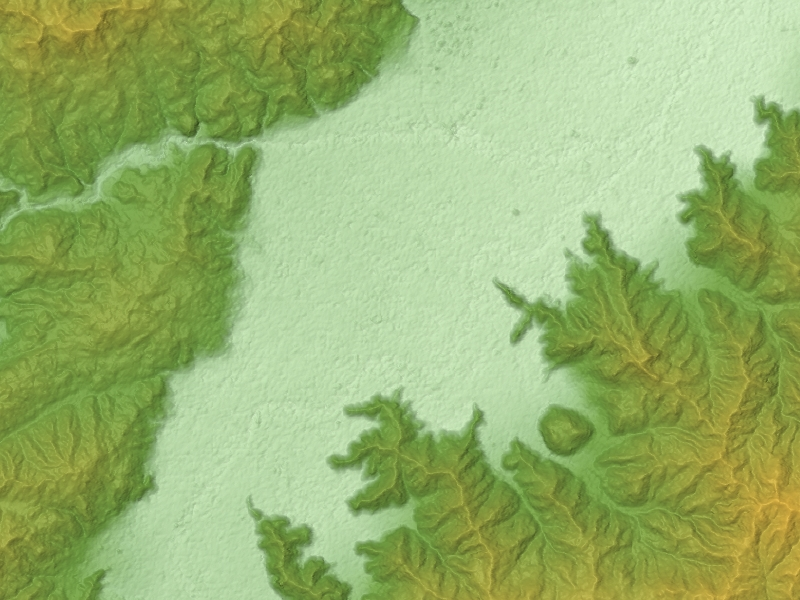
長野盆地と皆神山(右下)の地形図
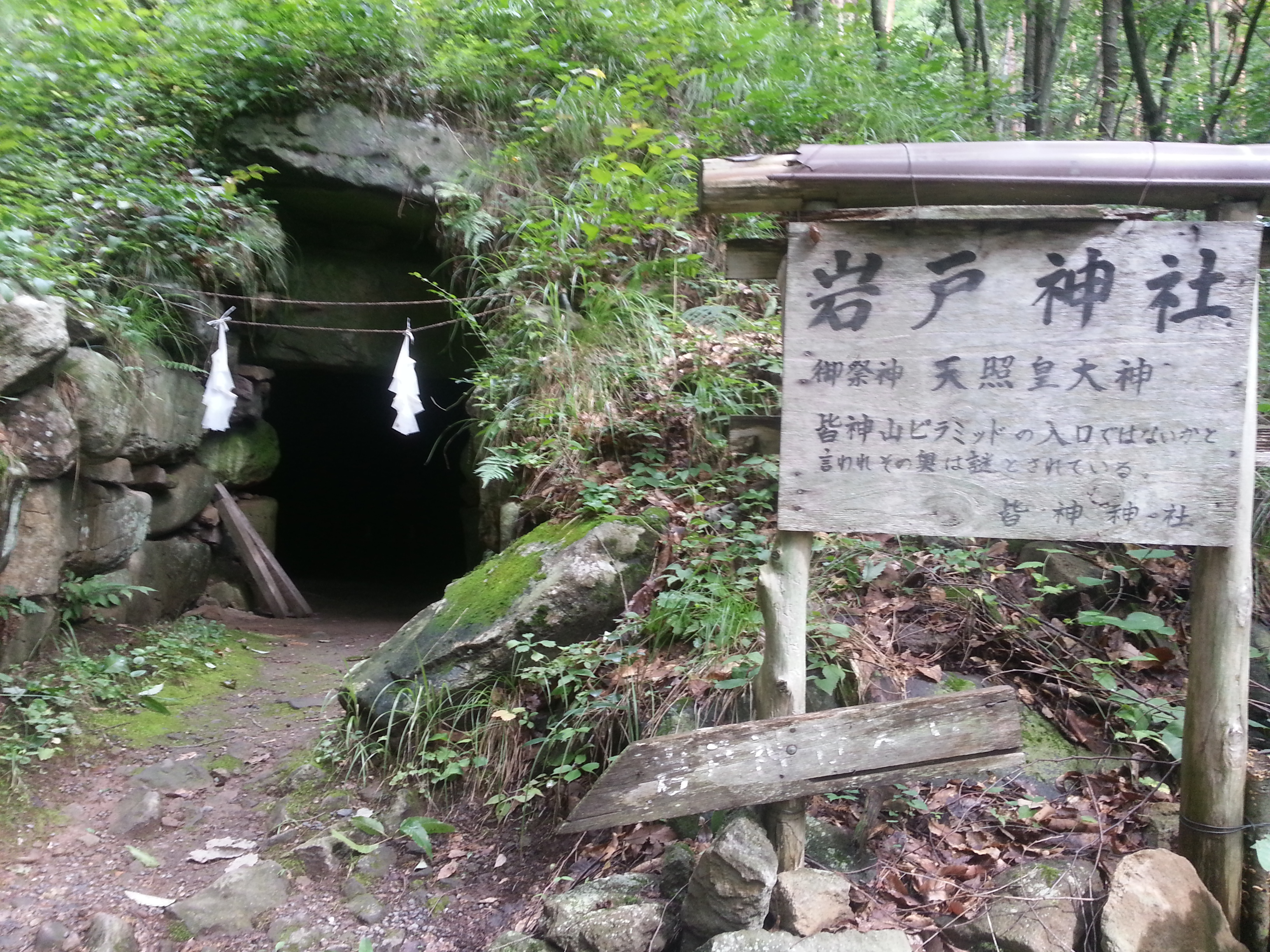
岩戸神社、洞穴はピラミッドの入り口とも一部でいわれている
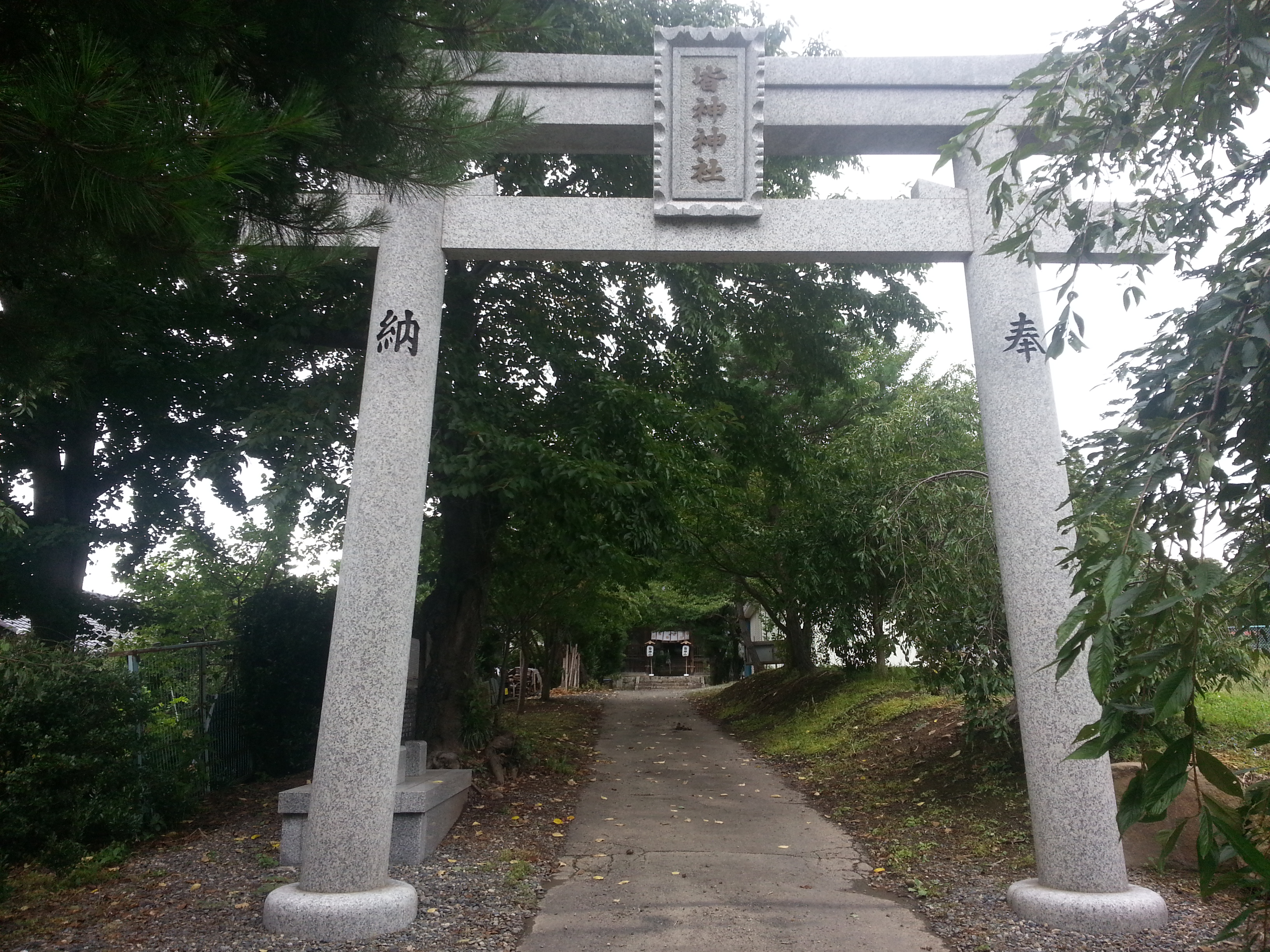
熊野出速雄神社（皆神神社）の鳥居

## フィクション
- 強殖装甲ガイバー - N県N市竹代町という架空の地名の土地に「魅奈神山」として登場。地球生物の兵器化を企て、研究実験の末に人類を作り出した異星人「降臨者（ウラノス）」の遺跡が存在する。
- 世紀末オカルト学院 - 同山の山頂に学園があるという設定。